# Вилијам Форсајт
Вилијам Форсајт (енгл. William Forsythe; Бруклин, Њујорк, 7. јун 1955) амерички је филмски, позоришни и телевизијски глумац.
Форсајт је почео са малим филмским улогама и епизодама у ТВ серијама попут Калифорнијске друмске патроле (1977), Улица Блуз Хил (1981) и Ти Џеј Хукер (1982). Брзо је прешао на боље игране филмове, глумећи ситног насилника у Било једном у Америци (1984), неспретног бегунца из затвора у комедији Подизање Аризоне (1987) и војника на тајном задатку у Тексашки граничар (1987), агента ФБИ у филму Смртоносни прасак (1989). Глумио је негативца Флетопа из стрипова о Дику Трејсију у истоименом филму Дик Трејси (1990), глумио је са Стивеном Сигалом у У потрази за правдом (1991) и са бившим везним играчем НФЛ-а Брајаном Бозвортом у бајкерском филму Хладан као камен (1991), онда Виртуозност (1995), Шта све можеш у Денверу када си мртав (1995), Замена (1996), Стена (1996), Готи (1996), поред многих. 1993. Форсајт је играо улогу вође гангстера Ал Капонеа у серији Недодирљиви. У већини својих филмова, Форсајт игра кул момке одметнике - насилнике или непоштене и ауторитарне полицајце. 